# Joier

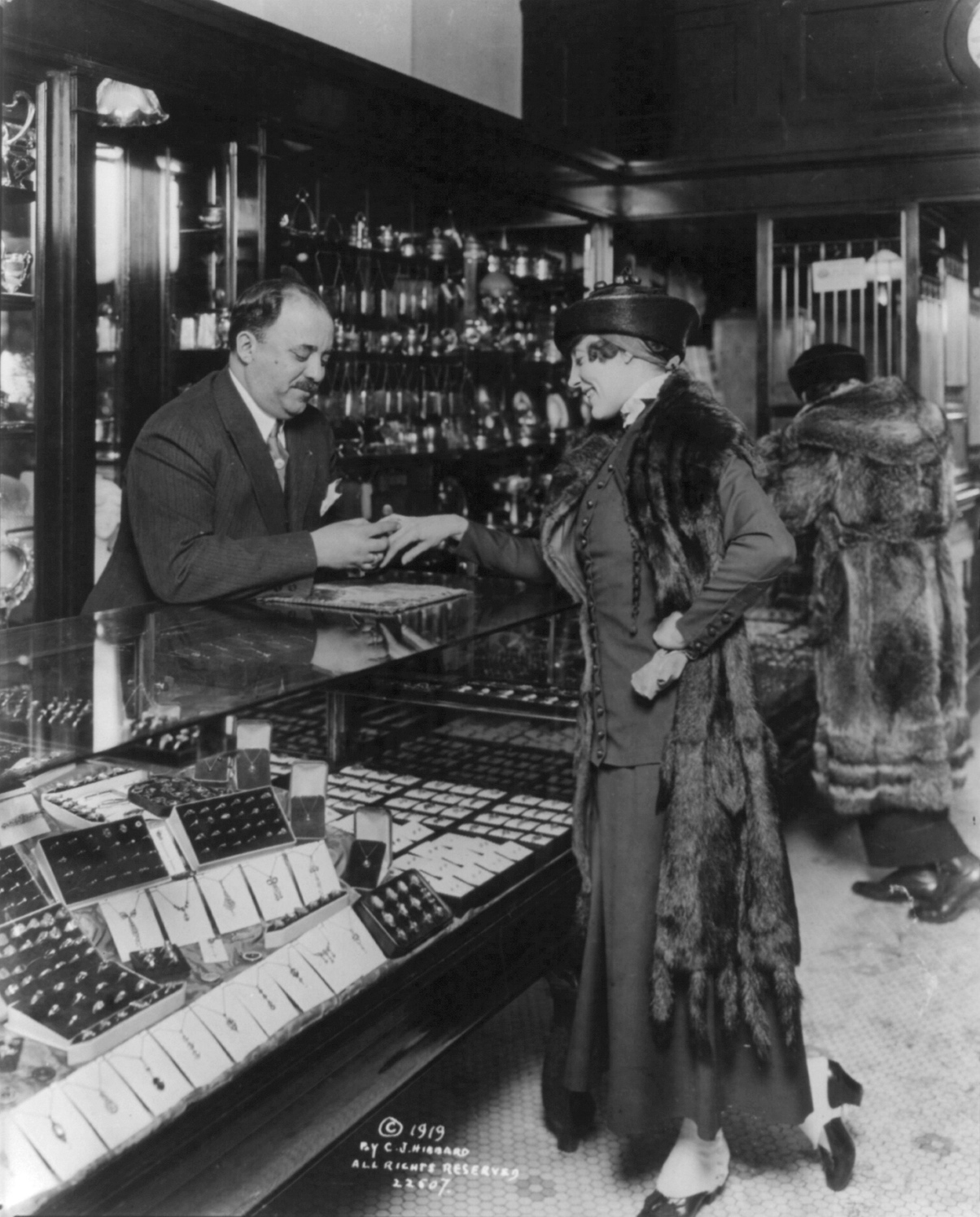
Joier amb una clienta el 1919

S'anomena joier o joiera a la persona que fabrica, repara o comercialitza articles de joieria.
L'ofici de joier consisteix a dissenyar i elaborar productes com ara braçalets, anells, arracades, fermalls o un altre tipus de complements. Les matèries primeres que utilitza en el seu treball són fonamentalment metalls preciosos com or o plata i pedres precioses com diamants, robins, turqueses, etc. El de joier és un ofici creatiu i es pot dir que cada joier imprimeix un estil personal a les peces convertint-les en articles únics.
Hi ha diferents tècniques de fabricació de joies entre les quals es troben el cisellat, per a l'obtenció de làmines primes de material, els aliatges voluntaris i el buidatge a la cera perduda. Pel que fa a les tècniques decoratives es poden esmentar la filigrana, que consisteix a fer fils fins de metall preciós, el repujat, per al que s'empra el cisell, l'estampat o el puntejat.
Abans de donar forma a l'article, el joier pensa en la peça que vol elaborar tenint en compte les dificultats tècniques i la seva viabilitat econòmica. Després, la dissenya mitjançant tècniques tradicionals com dibuixos o maquetes o amb ajuda d'imatges en 3D. En la tècnica de buidatge a la cera perduda, un cop decidida la peça, el joier modela una proveta de cera i la prova sobre una persona o sobre un provador d'anells. Seguidament, li fa un bany de guix i la introdueix al bullidor per fondre l'interior i crear el motlle definitiu. Després, aboca el metall fos en el motlle per formar l'article.
El següent pas consisteix a l'embelliment de la peça. Per a això, la talla i la poleix utilitzant eines manuals o una roda abrasiva. Per generar articles sofisticats o incrementar la seva grandària, uneix diferents peces mitjançant un procés de fosa. Després, suavitza les unions de les peces aplicant la llima d'esmeril. Finalment, s'encasta les pedres al suport de metall.
Quan se centra en la reparació d'una peça, el joier retira o incrementa el contingut de metall per mitjà de la fosa, procés que també empra per a unir peces trencades com agulles de cap, fermalls o peces soltes d'un article major.

## Joiers destacats
Categoria principal: Joiers

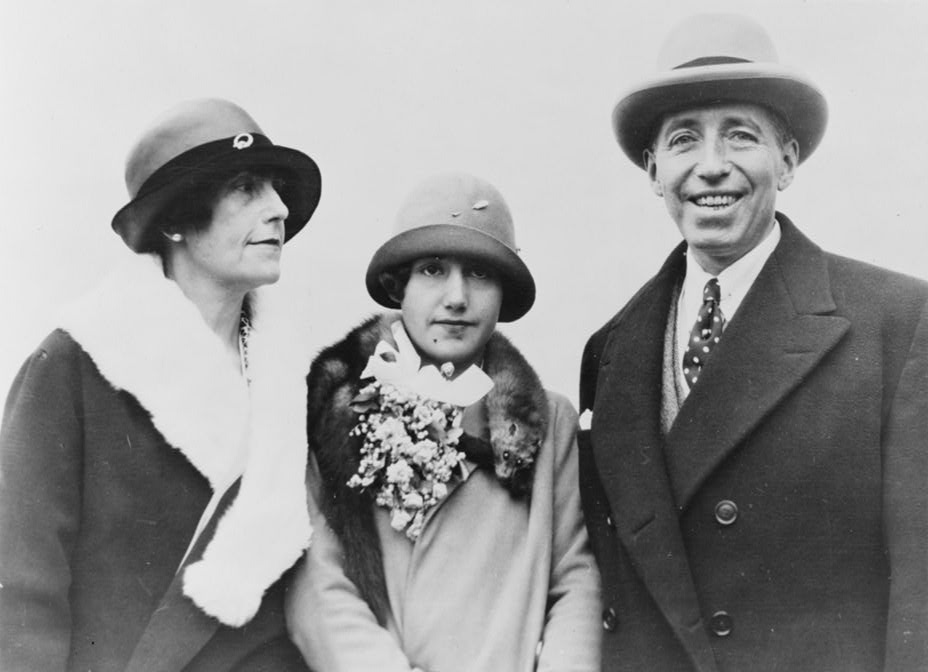
Pierre Cartier amb la seva esposa i la seva filla

Entre els joiers més famosos de la història cal destacar els següents:
- Charles Lewis Tiffany (1812 - 1902), fundador de la joieria Tiffany's & Co., que és actualment la més prestigiosa i famosa del món.

- Frédéric Boucheron (1830 - 1902), un joier francès, fundador de la joieria Boucheron.
- Suzanne Belperron (1900 - 1983), una dissenyadora de joies francesa.
- Pierre Cartier (1878 - 1964), un joier francès.
- Joseph Chaumet (1852 - 1928), un joier francès.
- Carl Fabergé (1846 - 1920), un joier rus.
- René Lalique (1845 - 1945), un mestre vidrier i joier francès.
- Joël Arthur Rosenthal, un joier francès.